# Лук ферганский
Лук ферганский (лат. Allium ferganicum) — многолетнее травянистое растение, вид рода Лук (Allium) семейства Луковые (Alliaceae).

## Распространение и экология
В природе ареал вида охватывает Памиро-Алай. Эндемик.
Произрастает в пустынных предгорьях.

## Ботаническое описание
Луковица яйцевидная, , диаметром 0,5—1 мм; наружные оболочки бумагообразные, сероватые; оболочки замещающей луковицы желтоватые. Луковички немногочисленные, крупные, тусклые, жёлтые, с килем на спинке. Стебель высотой 10—20 см, при основании одетый гладкими, сближенными влагалищами листьев.
Листья в числе двух—четырёх, шириной около 1 мм, нитевидные, гладкие, длиннее стебля.
Чехол в полтора—два раза короче зонтика, рано опадающий. Зонтик коробочконосный, полушаровидный или, чаще, шаровидный, многоцветковый, густой. Цветоножки почти равные, в полтора—три раза длиннее околоцветника, при основании с прицветниками. Листочки колокольчатого околоцветника розоватые, с пурпурной жилкой, почти равные, острые, продолговато-ланцетные, длиной 4—6 мм. Нити тычинок немного короче листочков околоцветника, при основании между собой и с околоцветником сросшиеся. Столбик не выдается из околоцветника.
Створки коробочки почти округлые, длиной около 4 мм.

## Таксономия
Вид Лук ферганский входит в род Лук (Allium) семейства Луковые (Alliaceae) порядка Спаржецветные (Asparagales).
|  |                                      |  |                                                             |                                                             |                   |  | ещё 24 семейства (согласно Системе APG II) | ещё 24 семейства (согласно Системе APG II) |                     |  |  |  | ещё более 870 видов |
|  |                                      |  |                                                             |                                                             |                   |  | ещё 24 семейства (согласно Системе APG II) | ещё 24 семейства (согласно Системе APG II) |                     |  |  |  | ещё более 870 видов |
|  |                                      |  |                                                             | порядок Спаржецветные                                       |                   |  |                                            |                                            | род Лук             |  |  |  |                     |
|  |                                      |  |                                                             | порядок Спаржецветные                                       |                   |  |                                            |                                            | род Лук             |  |  |  |                     |
|  | отдел Цветковые, или Покрытосеменные |  |                                                             |                                                             | семейство Луковые |  |                                            |                                            | вид Лук ферганский  |  |  |  |                     |
|  | отдел Цветковые, или Покрытосеменные |  |                                                             |                                                             | семейство Луковые |  |                                            |                                            |                     |  |  |  |                     |
|  |                                      |  | ещё 44 порядка цветковых растений (согласно Системе APG II) | ещё 44 порядка цветковых растений (согласно Системе APG II) |                   |  |                                            | ещё около 300 родов                        | ещё около 300 родов |  |  |  |                     |
|  |                                      |  |                                                             | ещё 44 порядка цветковых растений (согласно Системе APG II) |                   |  |                                            |                                            | ещё около 300 родов |  |  |  |                     |